# San Piero Patti
San Piero Patti település Olaszországban, Szicília régióban, Messina megyében. Lakosainak száma 2570 fő (2023. január 1.). San Piero Patti Librizzi, Patti, Raccuja, Floresta, Sant’Angelo di Brolo és Montalbano Elicona községekkel határos.

## Népesség
A település lakossága az elmúlt években az alábbi módon változott:
| Lakosok száma | 2869 | 2823 | 2570 |
|               | 2017 | 2018 | 2023 |